# Елецкий, Фёдор Андреевич
Князь Фёдор Андреевич Елецкий († 1638) — русский военный и государственный деятель, стольник и воевода.
Сын воеводы князя Андрея Васильевича Елецкого. Имел брата князя Семёна Андреевича — убит на Ходынке в бою с поляками († 1611).

## Биография
В июне 1610 года по царскому указу воеводы князь Фёдор Андреевич и Григорий Леонтьевич Валуев отправлены из Москвы с русским авангардом (6 тыс. чел.) на Смоленщину, где укрепились в Царево-Займище. Вслед за ними из Москвы выступила 40-тысячная армия под командованием боярина князя Д. И. Шуйского. Русские войска должны были наступать к Смоленску против польского короля Сигизмунда III Вазы, осаждавшего город. Сигизмунд отправил навстречу русской рати небольшое войско под предводительством лучшего своего полководца — гетмана Станислава Жолкевского. 13 июня С. Жолкевским с польско-литовским войском подступил к городу, разбил русский авангард и блокировал крепость. Противник осаждал Царёво-Займище десять дней. Вечером 23 июня польское 10-тысячное войск отступило от города и направилось против русской рати под командованием князя Дмитрия Ивановича Шуйского. По словам российского историка Н. М. Карамзина, Станислав Жолкевский двинулся «настолько негромко, что Елецкий и Волуев не отметили этого движения и сидели смирно в укреплениях, воображая всю рать неприятельскую пред собою». 24 июня 1610 года в Клушинской битве гетман наголову разгромил превосходящие силы московского войска. В это время воеводы Ф. А. Елецкий и Г. Л. Валуев бездействовали и не оказали никакой помощи русской рати. После победы Станислав Жолкевский в ночь с 24 на 25 июня вернулся и вновь блокировал крепость. Польский главнокомандующий сообщил о разгроме русской рати в битве под Клушином и предложил сдаться. Воеводы долгое время не соглашались, но затем вынуждены были капитулировать и принесли присягу на верность польскому королевичу Владиславу. По требованию воевод Станислав Жолкевский должен был дать клятву, что при новом царе Владиславе будут сохранены в неприкосновенности православие, обычаи, порядки и границы Русского государства: «…Как даст Бог добьет челом государю наияснейшему королевичу Владиславу Жигмонтовичу град Смоленск, то Жигмонту королю топать от Смоленска прочь… А городам всем порубежным быть к Московскому Государству попрежнему».
Воеводы со своим гарнизоном присоединились к польско-литовскому войску, которое продолжило своё наступление на Москву. Станислав Жолкевский отправил князя Фёдора Андреевича к королю Сигизмунду под Смоленск, а второго воеводу Григория Валуева взял с собой. Получил подтвердительную грамоту от короля Сигизмунда на вотчины и поместья отца в Ржевском уезде (май 1610).
Ходил с войском из Ярославля в Вологду и обещал Кирилловскому монастырю защитить его от поляков (1612). Должен был идти из Рыльска на сход с войском князя Ивана Никитича Одоевского, шедшим к Рязани на Заруцкого (апрель 1613).
В 1614 году пожалован в стольники, первый воевода в Рыльске и по приезде в Москву приглашён к столу Государя (25 марта 1615). Стольник и воевода в Уфе (1615). В 1615-1616 годах — воевода в Свияжске. В 1617 году второй воевода в Великом Новгороде. Указано ему провожать посылаемые запасы на Белую, но по местническому спору с князем Борисом Андреевичем Хилковым, где побеждает его, запасы провожали головы с Волоколамска (март 1618). В 1618 году отправлен из Владимира для сбора ратных людей в Нижний Новгород, где он должен был соединиться с воеводой князем Борисом Михайловичем Лыковым и вместе с ним выступить к Москве для отражения нападения польского королевича Владислава. Однако заместничал с Б. М. Лыковым-Оболенским, не оказал ему помощи и был посажен в темницу. Жалован атласной золотой шубой на соболях, ценою 105 рублей и серебряным кубком (1618). Сыщик в Тобольске, а сыскивал про бояр князя Ивана Семёновича Куракина и про иных Сибирских воевод (с ноября 1622). Воевода в Ельце (1624—1627). Обедал за столом Государя (13 мая 1627).
В 1628 году находился на воеводстве в Великих Луках, приказано укрепить город. В 1631-1635 годах первый воевода в Пскове, в это время участвовал в литовском походе. В 1636 году проиграл местнический спор с князем Буйносовым-Ростовским и вновь заключен в тюрьму. В 1636 году царь Михаил Фёдорович пожаловал его за его службу в Пскове шубой и кубком. Назначен воеводой защищать от царевича Нураддина Серпуховские и Калужские ворота в Москве (сентябрь 1637). В 1638 году служил первым воеводой в Рыльске, откуда переведен в Тулу к боярину князю Ивану Борисовичу Черкасскому стольником «для посылок». Получил поручение описать реку Оку от Серпухова до Угры (1638).
Имел вотчины и поместья в Шацком, Ржевском, Боровском, Тверском и Владимирском уездах.
В 1638 году стольник князь Фёдор Андреевич Елецкий скончался, не оставив после себя потомства.
Жена: Ирина, даны ей вотчины мужа в Шацком уезде (1638).